# Can Daniel (Aiguaviva)
La Can Daniel és un edifici del municipi d'Aiguaviva (Gironès) que forma part de l'Inventari del Patrimoni Arquitectònic de Catalunya.

## Descripció
És una edificació semi-abandonada i amenaça ruïna. Situada a prop de l'autopista sobre el turó. Doble portada amb diferents arcs gòtics a la finestres que denoten diferents èpoques. Una porta de mig punt amb grans dovelles i a l'esquerre una altra d'arc escarser. Parets remolinades en mal estat de conservació.